# てんで性悪キューピッド
『てんで性悪キューピッド』（てんでしょうわるキューピッド）は、冨樫義博による日本の漫画作品。

## 概要
『週刊少年ジャンプ (WJ) 』（集英社）誌上において1989年32号から1990年13号まで連載された冨樫の連載デビュー作。単行本はジャンプ・コミックスより全4巻。1994年にはワイド版が全3巻、2002年には文庫版が全2巻で発売されている。
現実の女性には全く興味のない中学生・鯉昇竜次と、彼を一人前のスケベに育て上げるべくやってきた悪魔・聖まりあを中心としたラブコメディ。
同時期に連載されていた『電影少女』（桂正和）と並び、サービスカットとしての女性の裸の描写が非常に多かった。
連載終了20年後の『ヘタッピマンガ研究所R』Step16（WJ2010年11号）では冨樫が本作について「ウ冠の富樫さんの作品（≒自分の作品と思っていない）」などと語るシーンがあり、さらにスタッフの言葉として「（冨樫）先生の中であの作品なかった事になってはるみたいなんですよ」などと書かれていた。

## あらすじ
鯉昇竜次は極道一家の跡取り息子だが、現実の女の子に全く興味がない純情少年。劣悪な実家に耐えかねて家出をしたある日、水浴びをしている女の子を見かける。だがその女の子は、角と羽根があり、お尻には尻尾が生えている悪魔だった。

## 主な登場人物
鯉昇 竜次（こいのぼり りゅうじ）
本作品の主人公。関東大獄系鯉昇組の跡取りで、極楽中学3年生。極道一家の跡を継ぐ立場だが、本人にその意思と気概は無く（後述の竜蔵曰く、「母親に育児を任せきりだったから」らしい）、ピュアで妖精やメルヘンに憧れる性格。鯉昇家に産まれた、唯一と言っていいほど「悪の魂」を持たない、イレギュラーな存在。自分を見下す上にデリカシーが無さすぎる姉妹を見てきているせいで、現実の女性に興味を失っている。家出癖があり、頻繁に家出をしているがすぐ戻ってきてしまう。
自身の更生のために家にやってきたまりあによって、これまでの生活をかき乱されながら、少しずつ彼女に惹かれていく。
美術部に所属しており、自身の理想の妖精さんの絵を多数描き上げており、自分の部屋にも飾っている。普段はうだつの上がらない少年だが、一度キレる（飲酒あるいは現実逃避する）とスケベで暴力的な本性を表す。この状態の竜次はまりあでさえも手に負えなくなる。
聖 まりあ（ひじり まりあ）
本作品のヒロイン。現実の女性にまるで興味のない竜次を、一人前のスケベにするために、鯉昇家に居候することとなる。その正体は、人間の魂を売買する下級悪魔。尻尾、翼、角が生えており、呪文を使役することも可能。人間界で暮らすにあたり、それらは秘薬と呪文によって隠してあるが、入浴・睡眠中には出している。
性格は無邪気というより小悪魔といったところ。他人を誑かすことなどお手の物（主な被害者は竜次）。下着姿はおろか、裸を晒すことまでも抵抗が無い。初対面で堂々と全裸を見せ付けている。しかし怖がりな一面もあり、お化けが大の苦手。肝試しでは失神してしまうほど。またくすぐりにも決して強くはないようであり、後述の金倉健太からの拘束くすぐり責めに笑い転げていた。
竜次と同じ極楽中学校に編入し、彼の学園生活もかき乱す。ただ、生徒としては優秀で、中間テストでは学年第1位。その美貌と才能から、校内でも指折りの人気を得る。それが故にトラブルを巻き起こす＆巻き込まれる。
後述のジヴァによると「下級悪魔ゆえに、人間に近く、人間の情に影響を受けやすい」面がある上、元々「悪魔にしては妙に邪気が感じられない時があった」らしく、かなり人間に近い存在と言える。
スリーサイズはB85、W58、H85。乳頭の色はピンク（本人談）。最大MPは45。所構わず呪文を使う癖があり、度々魔力切れを起こしている。使役可能な呪文は後述。

### 鯉昇組
姉弟全員、母親が異なる。姉妹間の仲は良好である一方、姉妹と竜次の関係はかなり良くない（全員が大なり小なり竜次を見下しているため）。
鯉昇 竜蔵（こいのぼり たつぞう）
鯉昇組組長であり、竜次の父親。43歳。ボサボサの髪と髭、頬に大きな傷（猫につけられたもの）がある巨漢。15の時から「閻魔の竜蔵」としてワル共に恐れられていた存在で、しかも100人もの女性とこましていたほど。鯉昇家代々の「悪の魂」は魔界の価値観で言えば極上の宝石と同じで非常に価値が高いとされ、それは竜蔵にも当てはまっている。跡取りの竜次のふがいなさに頭を悩ませており、スケベの「家庭教師」としてまりあを雇い住まわせている。並外れた好色でありながら、まりあには一切手を出さない。
その一方で娘たちには過保護であり、一切の虫を寄せ付けようとさせない。また、偏った考えの持ち主（日本語を話さない人間はアメリカ人、意思が通じないので猫嫌い、など）。
鯉昇 竜子（こいのぼり たつこ）
鯉昇家長女。24歳。高校教師。だが、酒とタバコをこよなく愛し、教え子と呑みに行って全員潰しているなど、教師としては問題がありすぎ。母親は「関東大極連会会長の孫娘」で、極道の血筋のため、古風な一面も。姉妹の中でもっとも、それもあからさまに竜次を見下している。
鯉昇 竜江（こいのぼり たつえ）
鯉昇家次女。17歳。高校生。母親は「大阪で産まれた女」。関西系で、普段から晒しを巻いている。非常に喧嘩っ早く、腕っぷしも強い。喧嘩の時は見境がなくなるようで、ギャラリーにさえ手を出して全員叩きのめしてしまうほど。それ故に竜次のことは軟弱者と嫌悪している。
鯉昇 スレイヤー・竜美（こいのぼり スレイヤー・たつみ）
鯉昇家三女。14歳。母親は「アメリカのヤンキー娘」で、アメリカ人とのハーフ。少々ズレた日本観をもっている。四姉妹の中では一番性に奔放であり、特別篇「その後のてんで性悪キューピッド」によると生涯千人のボーイフレンドを作ることを目標にし、101人目を物色中らしい。竜子同様、竜次を直言で卑下する。
鯉昇 竜乃（こいのぼり たつの）
鯉昇家四女。10歳。小学四年生。母親は「歌舞伎町の遊び人」。末っ子だがしっかりしており、鯉昇家の家事一切を引き受けている。四人の中では一番常識的な思考の持ち主で、竜美やまりあと仲が良いが、兄である竜次を無意識に見下している。

### 極楽中学
紀藤 辰男（きとう たつお）
竜次の悪友その1。髪を後ろで縛っている。実家は八百屋。名前は「亀頭」「勃つ」から。
柿杉 精四郎（かきすぎ せいしろう）
竜次の悪友その2。メガネ。まりあが化けた姿に惚れ込んだことも。名前は「（マスの）かき過ぎ」「精子」から。
魔境 四郎（まかい しろう）
レヴィの人間界に潜伏した姿。黒髪でメガネを掛けた理知的な姿。とある魔界アイテムの効果で校長に気に入られ、学園内ではそれなりの地位を得た。
真弓 菜緒
竜次の隣のクラスのマドンナ。竜次に迫るがそれはまりあが乗り移っていたためであり、そのせいで竜次はクラスで担任すら助けないほどに孤立させられた。
楽垣
竜次と同じ美術部に所属する。下の名前は「いちろう」。竜次のリクエスト通りのモデルを探してきたり、即興で制服の絵を仕上げたりの才能を持つ。女性の身体には興味あり。
米沢 牛子、六本木 遊子、蛸島 ヨガ代
魔境四郎が運動会で竜次のパートナーとして選んだ女生徒たち。だが競技直前でだれかに拉致され、コンビ解消。
東大 受
まりあが編入するまで、学年トップの成績であった。そのためにまりあを逆恨みし、勉強の調査（と陥れるため）として出歯亀行為を働く。日の丸鉢巻に忍者スタイルと、時代錯誤なセンスの持ち主。入浴中のまりあの真の姿を撮影するも、組員の皆さんに袋叩きに遭い、写真を没収される。翌日の朝礼でまりあの秘密を暴露しようとしたが、ショックで記憶が抜け落ちてしまっていた。
金倉 健太
竜次、まりあとは異なるクラスの生徒。竜次と同じ誕生日である。金倉グループ総裁の孫であり、1か月の小遣いが3000万円ほどという、校内一の大金持ち。美形で、所持資格多数。
一方、誕生日ごとにその年一番の美少女に目をつけ、欲望を満たしてきた（本人曰く「童心に帰る」）危険人物。
作中におけるその年の誕生日では、校内でも評判の高いまりあに狙いをつけ、竜次へのプレゼントとして求めていた画集を餌にまりあをパーティーに招待する。まりあを睡眠薬で眠らせた後に、地下室の手術台に鎖でX型に磔拘束してしまう。魔力不足で為す術の無いまりあに対してスケベなお医者さんごっこを一方的に興じ、メスで徐々にドレスを切り裂きつつ、まりあの柔肌をメスでなぞり嬲り感じさせながら裸に剥いていき、パンティー1枚までの姿にしてしまう。弄ばれ怒りの表情を見せていたまりあに対し、一切臆することなく弄ぶかのように脇腹をくすぐり責めを敢行する。くすぐり責めを楽しんだ後は、ついにはそのパンティーの片側を切り裂き全裸まであと一歩のところまで追い詰めまりあを大いに辱める。しかし、あと一息のところで酔って豹変した竜次が乱入、一撃でのされた。
千里
当初は竜次のことが好きなのではないかと勘違いされていたが、実はまりあに恋愛感情ともいえる憧れを持っている、レズビアンの下級生。積極的に近づき、姉妹の契りを結ぼうとする。竜次とまりあの恋人まがいの行動を目の当たりにしても、自分に都合の良い解釈をしてしまう。

### 極道関係者
桃尻大助
東北桃尻組の跡取りで竜次の幼馴染。昔から勉強一筋で育ってきており、将来の夢は政治家。おかっぱ頭に瓶底メガネ、参考書をいつも持ち歩いている優等生であったが再会時にはグレており、煙草、女をこよなく愛するいっぱしの不良に成長していた（父が極道で好き勝手やっているのに、自分に勉強をひたすら押し付けたのが原因）。身の代わりが早く、優等生を演じ周囲の目を欺き、油断させて襲うケモノ。幾度となくまりあを狙うが、彼女の正体や竜次の想いを勘違いし、カミングアウトした。
桃尻菊夫
桃尻組組長で竜蔵の旧友。有名な女好きで竜蔵の娘たちにも手を出そうとするスケベ。その一方教育パパで、息子の大助を（見せ掛けは）ガリ勉に育てていた。気の強い女が好みで息子同様まりあを狙うも、その現場で本性を現していた大助と鉢合わせ。蛙の子は蛙と納得して和解する。
集英一家
海賊船長風の姿の組長と、ドラ息子。鯉昇組とはそりが合わず、殺し合いさながらのかるた大会を繰り広げる。息子の好みは常軌を逸脱しており、女装した竜次が好みであった。

### 悪魔
レヴィ
悪魔界魂銀行日本支部 企画課課長。まりあの上司であり、中級悪魔。なかなかの美形で、まりあを愛しているが当の本人はにべもない。ナルシストでマントの下は常に全裸。どこか抜けたところがあり、まりあに軽くあしらわれている。
ジヴァによって消滅させられるが、ハエの姿で復活。「50年くらいこのまま」らしい。
黒木 マヤ
悪魔と吸血鬼のハーフ。まりあのライバル。ダミ声で男口調。まりあと優越をつけるために、鯉昇家の隣に越してくる。淑やかな女性を演じ、竜次をたぶらかそうとする。
結果的に企みは失敗に終わるものの、未練があったのか、竜次に本性がバレた後でも「今からでも私にくらがえしない？」と言っているシーンがある。
星野 ミコ
水晶使いの魔女。雑誌で百発百中の占いを掲載している。マヤの親友で、まりあと竜次を別れさせる嘘の占いを告げる。
ジヴァ
まりあの魔界での恋人。冷静な表情を崩さない美形で、自身曰く「悪そのもの」。胆力のある竜蔵さえも「こんなにビビったのは初めてだ、とんでもねぇ悪党だ」と震え上がらせるほど。能力も非常に高く、中級悪魔であるレヴィを跡形も無く消し去ったり、他人の記憶を抹消させることも可能。まりあを連れ戻すために人間界に姿を現す。
しかし、まりあはすでに人間界の影響を受けすぎており、悪魔が本来持ってはいけない感情を植え付けられ、そのせいで魔界へ戻ることができない身体になっていた。
ジヴァはその力でまりあを完全な人間に変えてしまい、結果的に二人の「ひねたキューピッド（レヴィ談）」となる。
まりあのことは本気で愛していたらしく、特別篇「その後のてんで性悪キューピッド」によると、傷心のあまり旅に出て、行方不明となっているらしい。

## 呪文
悪魔たちは、魔力（マジック・ポイント）を消費して、様々な現象を誘発できる。名称の判明しているものもあれば、超能力的なものもあり、以下では判明しているものを示す。
脱衣（消費MP：3）
対象の衣服を脱がす（破る）。ルビに「ダムド」と振られている。
- おシリを見られたお仕置として竜次に使用。

落雷（消費MP：6）
雷を対象に落とす。まりあの呪文の中では最も消費MP、威力、使用頻度が大きい。
手に電撃を集中させ、放電させる。
- スカート捲りをした竜次へのお仕置き
- 寝込みを襲おうとした大介（&竜次）への威嚇
- 金倉に捕まった際、枷の破壊（魔力不足により不発）
- 吸血鬼化した竜次への気付け（効果なし）

調味（消費MP：1）
料理に味付けする。発動時に煙が沸き起こるのが欠点。
- 竜乃が寝込んだ際に作った夕飯の味付け（とどめ）に使用。味のみ変化させるようで、まっとうな胃袋の竜次は食後に腹下しを起こすことになった。

入力（消費MP：3）
対象に力を与える。
- 追試を受ける竜次に、記憶力増加のために使用。しかし竜次が記憶したのはまりあの悩殺ポーズのみであった。

伝心（消費MP：2）
テレパシーを送る。双方向の会話も可能。通心中に消費MPを下回ると遮断される。
- 金倉に捕まった際に竜次へのSOSで使用。最中に魔力が尽き途切れてしまうも、竜次の助けを取り付けることには成功した。

変化（消費MP：4）
ものの形を変える。作中でレベルが上がり、効果が変わる（LV1：小さな物の変化　LV2：大きな物の変化　LV3：自身の姿の変化）。
- 葉っぱを紙幣に偽造
- 竜次の書き上げた絵を過激な作品にテコ入れ
- 竜次のトランクスを女物のショーツに変化
- LV3までアップした時、絵本の登場人物の姿に変わってみる

読心（消費MP：?）
相手の心の中を読む。
- 竜次の理想のキスシーンを覗く。花吹雪の中で交わすという乙女チックなシチュエーションだったため、まりあは呆れてしまう。

聖十字架（消費MP：?）
十字架状の光線で対象を拘束、浄化する。
- 吸血鬼化した竜次を元に戻す。

## 同時収録作品
コミックスのJC版とワイド版にはデビュー前に描かれたの読切作品が2本収録されている。
ジュラのミヅキ
1987年、2月期第24回ホップ☆ステップ賞佳作受賞、雑誌未掲載。植物を操る能力を持つジュラ一族の末裔ミヅキと同じくジュラ族の末裔ながら人に仇為すマ=ジュラとの闘いを描く。
センセーは年下!!
1986年、第20回ホップ☆ステップ賞最終候補、雑誌未掲載。中学校の臨時教員として小学生が赴任してくるギャグ漫画。

## 書誌情報
著者は全て冨樫義博。注記のない限り集英社からの発行。
- 〈ジャンプ・コミックス〉
  1. 1990年1月 ISBN 978-4088716718
  2. 1990年4月 ISBN 978-4088716725
  3. 1990年7月 ISBN 978-4088716732
  4. 1990年11月 ISBN 978-4088716749
- ワイド版〈ホームコミックス〉（ホーム社発行・集英社発売）
  1. 1994年3月 ISBN 978-4834231212
  2. 1994年4月 ISBN 978-4834231229
  3. 1994年5月 ISBN 978-4834231236
- 文庫版〈集英社文庫〉
  1. 2002年11月 ISBN 978-4086178730
  2. 2002年11月 ISBN 978-4086178747